# Komplement (Mengenlehre)
In der Mengentheorie und anderen Teilgebieten der Mathematik sind zwei verschiedene Komplemente definiert: Das relative Komplement und das absolute Komplement.

## Relatives Komplement

### Definition

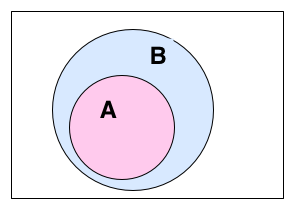
Das (relative) Komplement der Menge A in B ist wiederum eine Teilmenge von B und hier blau gefärbt.

Das Komplement von A in U

Sind {\displaystyle A} und {\displaystyle B} Mengen, dann ist das relative Komplement, auch mengentheoretisches Komplement oder mengentheoretische Differenz genannt, die Menge genau der Elemente aus {\displaystyle B}, welche nicht in {\displaystyle A} enthalten sind. Die formale Definition des relativen Komplements ist
{\displaystyle B\setminus A:=\left\{x\in B\mid x\not \in A\right\}}
und man sagt „{\displaystyle B} ohne {\displaystyle A}“ oder „relatives Komplement von {\displaystyle A} in {\displaystyle B}“. Das Komplement entspricht also der Subtraktion von Mengen. „Relativ“ heißt es deshalb, weil das Komplement einer Menge {\displaystyle A} stets in Relation zu einer weiteren Menge {\displaystyle B} angegeben wird.
Das relative Komplement kann auch so definiert werden, dass {\displaystyle A} eine Teilmenge von {\displaystyle B} sein soll. Grund hierfür ist, dass für die Definition des Komplements nur diejenigen Elemente in {\displaystyle A} von Relevanz sind, die gleichzeitig auch Elemente in {\displaystyle B} sind. Die Definitionen sind insofern äquivalent, als dass für beliebige Mengen {\displaystyle A} und {\displaystyle B} stets {\displaystyle B\setminus A=B\setminus (A\cap B)} gilt, d. h. es gibt mit {\displaystyle A\cap B} eine Teilmenge von {\displaystyle B}, deren Komplement in {\displaystyle B} dem Komplement von {\displaystyle A} (welches nicht notwendigerweise Teilmenge von {\displaystyle B} ist) in {\displaystyle B} entspricht. Manchmal heißt das relative Komplement von {\displaystyle A} in {\displaystyle B} mit {\displaystyle A\subseteq B} auch eigentliches Komplement.

### Beispiele
- {\displaystyle \left\{1,2,3\right\}\setminus \left\{2,3\right\}=\left\{1\right\}}
- {\displaystyle \left\{2,3,4\right\}\setminus \left\{2,3\right\}=\left\{4\right\}}
- Für {\displaystyle \mathbb {R} } (reelle Zahlen) und {\displaystyle \mathbb {Q} } (rationale Zahlen), ist {\displaystyle \mathbb {R} \setminus \mathbb {Q} } die Menge der irrationalen Zahlen.

### Eigenschaften
Im Folgenden sind einige Eigenschaften relativer Komplemente im Zusammenhang mit den mengentheoretischen Operationen Vereinigung und Durchschnitt aufgelistet. Seien {\displaystyle A}, {\displaystyle B} und {\displaystyle C} Mengen, dann gelten folgende Identitäten:
- {\displaystyle C\setminus \left(A\cap B\right)=\left(C\setminus A\right)\cup \left(C\setminus B\right)}
- {\displaystyle C\setminus \left(A\cup B\right)=\left(C\setminus A\right)\cap \left(C\setminus B\right)}
- {\displaystyle C\setminus \left(B\setminus A\right)=(A\cap C)\cup (C\setminus B)}
- {\displaystyle \left(B\setminus A\right)\cap C=(B\cap C)\setminus A=B\cap (C\setminus A)}
- {\displaystyle \left(B\setminus A\right)\cup C=(B\cup C)\setminus \left(A\setminus C\right)}
- {\displaystyle A\setminus A=\emptyset }
- {\displaystyle A\setminus \emptyset =A}

## Absolutes Komplement

### Definition
Ist ein Universum {\displaystyle U} definiert, so wird für jede Menge {\displaystyle A\subseteq U} das relative Komplement von {\displaystyle A} in {\displaystyle U} auch absolutes Komplement (oder einfach Komplement) von {\displaystyle A} genannt und als {\displaystyle A^{\rm {C}}} (manchmal auch als {\displaystyle A'}, oder auch als {\displaystyle {\bar {A}}}, {\displaystyle \complement _{U}A} bzw. {\displaystyle \complement A} wenn {\displaystyle U} fest ist) notiert, es ist also:
{\displaystyle A^{\rm {C}}=U\setminus A}

### Beispiel
Ist das Universum zum Beispiel die Menge der natürlichen Zahlen, so ist das (absolute) Komplement der Menge der geraden Zahlen die Menge der ungeraden Zahlen.
In der Wahrscheinlichkeitsrechnung ist häufig der Ergebnisraum {\displaystyle \Omega } als Universum gesetzt. Für ein Ereignis {\displaystyle A\subseteq \Omega } ist dessen Gegenereignis {\displaystyle {\bar {A}}} das Komplement von {\displaystyle A}. Zum Beispiel ist das Komplement des Ereignisses „Würfel zeigt eine 5 oder 6“ das Ereignis „Würfel zeigt eine Zahl kleiner/gleich 4“.

### Eigenschaften
Im Folgenden sind einige Eigenschaften absoluter Komplemente im Zusammenhang mit den mengentheoretischen Operationen Vereinigung und Durchschnitt aufgelistet. Seien {\displaystyle A} und {\displaystyle B} Teilmengen des Universums {\displaystyle U}, dann gelten folgende Identitäten:
De Morgansche Regeln:
- {\displaystyle \left(A\cup B\right)^{\rm {C}}=A^{\rm {C}}\cap B^{\rm {C}}}
- {\displaystyle \left(A\cap B\right)^{\rm {C}}=A^{\rm {C}}\cup B^{\rm {C}}}

Komplementgesetze:
- {\displaystyle A\cup A^{\rm {C}}=U}
- {\displaystyle A\cap A^{\rm {C}}=\emptyset }
- {\displaystyle \emptyset ^{\rm {C}}=U}
- {\displaystyle U^{\rm {C}}=\emptyset }
- Ist {\displaystyle A\subseteq B}, so ist {\displaystyle B^{\rm {C}}\subseteq A^{\rm {C}}}
- {\displaystyle A^{\rm {C}}\setminus B^{\rm {C}}=B\setminus A}

Involution:
- {\displaystyle (A^{\rm {C}})^{\rm {C}}=A}

Beziehungen zwischen relativen und absoluten Komplementen:
- {\displaystyle A\setminus B=A\cap B^{\rm {C}}}
- {\displaystyle (A\setminus B)^{\rm {C}}=A^{\rm {C}}\cup B}

Die ersten beiden Komplementgesetze zeigen, dass, wenn {\displaystyle A} eine echte nichtleere Teilmenge von {\displaystyle U} ist, {\displaystyle \{A,A^{\rm {C}}\}} eine Partition von {\displaystyle U} ist.